# Effectif actuel du Rocket de Laval
| No    | Nom                   | Nat. | Position       | Arrivée |
| ----- | --------------------- | ---- | -------------- | ------- |
| +001, | Jacob Fowler          |      | Gardien de but |         |
| +030, | Cayden Primeau        |      | Gardien de but |         |
| +002, | Noel Hoefenmayer      |      | Défenseur      |         |
| +005, | Gustav Lindström      |      | Défenseur      |         |
| +023, | Tyler Wotherspoon – A |      | Défenseur      |         |
| +024, | Logan Mailloux        |      | Défenseur      |         |
| +028, | Josh Jacobs           |      | Défenseur      |         |
| +056, | Adam Engström         |      | Défenseur      |         |
| +065, | Zack Hayes            |      | Défenseur      |         |
| +084, | William Trudeau       |      | Défenseur      |         |
| +010, | Joshua Roy            |      | Ailier gauche  |         |
| +011, | Rafaël Harvey-Pinard  |      | Ailier gauche  |         |
| +012, | Alex Barré-Boulet     |      | Centre         |         |
| +015, | Sean Farrell          |      | Attaquant      |         |
| +017, | Luke Tuch             |      | Ailier gauche  |         |
| +018, | Vincent Arseneau      |      | Ailier gauche  |         |
| +027, | Laurent Dauphin       |      | Attaquant      |         |
| +037, | Brandon Gignac – A    |      | Ailier gauche  |         |
| +042, | Lucas Condotta – C    |      | Ailier gauche  |         |
| +048, | Filip Mešár           |      | Ailier droit   |         |
| +049, | Jared Davidson        |      | Attaquant      |         |
| +062, | Owen Beck             |      | Centre         |         |
| +063, | Florian Xhekaj        |      | Centre         |         |
| +081, | Xavier Simoneau       |      | Centre         |         |

1. ↑  (en) « Laval Rocket Roster », sur theahl.com